# 2003 BF91
2003 BF91, também escrito como 2003 BF91, é um objeto transnetuniano que está localizado no Cinturão de Kuiper, uma região do Sistema Solar. Este corpo celeste é classificado como um provável cubewano. Ele possui uma magnitude absoluta de 11,7 e tem um diâmetro estimado com 20 km.

## Descoberta
2003 BF91 foi descoberto no dia 27 de janeiro de 2003, pelos astrônomos G. Bernstein e D. Trilling.

## Órbita
A órbita de 2003 BF91 tem uma excentricidade de 0,014 e possui um semieixo maior de 42,749 UA. O seu periélio leva o mesmo a uma distância de 42,137 UA em relação ao Sol e seu afélio a 43,361 UA.